# لجران
لَجْران یکی از روستاهای شهرستان گرمسار(خوار) در استان سمنان است. این روستا در ۳ کیلومتری جنوب شهر گرمسار (قشلاق) قرار دارد. لجران مرکز دهستان لجران در بخش مرکزی شهرستان گرمسار است. بر اساس سرشماری سال ۱۳۸۵ جمعیت لجران برابر با ۳۸۲ نفر (۱۰۲ خانوار) بوده‌است.
بیشتر اهالی لجران از طایفه‌های زندی - اُصانلو  و  اِلیکایی هستند.. یک و نیم دانگ از لجران متعلق به دکتر کریم سنجابی بود که از پدرش ارث برده بود.
آب لجران از رودخانه حبله‌رود تأمین می‌شود و محصولاتش غلات، پنبه خربزه و لبنیات و شغل بیشتر اهالی، کشاورزی، گله‌داری و قالیچه‌بافی، گلیم‌بافی و پلاس‌بافی است.
لجران در قدیم جزئی از دهستان قشلاق از بخش گرمسار شهرستان دماوند به شمار می‌آمد.
زندان گرمسار در این روستا واقع است.